# Morska Graniczna Placówka Kontrolna Władysławowo
Uzasadnienie: Jest to ten sam pododdział graniczny GPK Władysławowo.
Morska Graniczna Placówka Kontrolna Władysławowo – pododdział Wojsk Ochrony Pogranicza pełniący służbę na  morskim przejściu granicznym Władysławowo.

## Formowanie i zmiany organizacyjne
Z dniem 1 sierpnia 1949, według etatu nr 96/2, sformowana została MGPK Władysławowo o stanie 36 wojskowych i 1 kontraktowy . Placówka przystąpiła do służby w październiku 1949 . 
W 1950, będąc w składzie w składzie 16 Brygady WOP, przeformowana została na etat 96/15.
W 1952 włączona została w etat 16 Brygady  WOP nr 352/8.
Jesienią 1965 placówka weszła w podporządkowanie Komendy wojewódzkiej Milicji Obywatelskiej.

## Służba graniczna
W sierpniu 1949 kutrem „Wła - 18” uciekła z Polski jego załoga, a w październiku nieznani sprawcy uprowadzili do Szwecji również z portu we Władysławowie kuter „Wła - 49”

## Dowódcy GPK
- kpt. Kazimierz Gorzny (?-20.03.52)
- mjr Mikołaj Kondracki był 1987[4][5]
- por. Kazimierz Górny[5]
- kpt. Walery Jasiński[5]
- mjr Władysław Stegent[5]
- kpt. Czesław Badocha[5]
- kpt. Tadeusz Kaczyński[5]
- mjr Jan Załęcki[5]